# Список музыкальных релизов телесериала «Доктор Кто»
Ниже приведён список музыкальных релизов из британского научно-фантастического телесериала «Доктор Кто» или связанных с ним. Список разделён на две части: на саундтреки из сериала и его спин-оффов и на музыку, связанную с ним.

## Саундтреки

### «Доктор Кто»
| Название | Композитор                                                 | Лейбл                           | Формат                      | Дата премьеры    |
| --- | ---------------------------------------------------------- | ------------------------------- | --------------------------- | ---------------- |
| BBC Sound Effects No. 19: Doctor Who Sound Effects | BBC Radiophonic Workshop                                   | BBC Records                     | LP/кассета                  | май 1978         |
| В монозвуке, со звуковыми эффектами из эр «Доктора Кто» Джона Пертви и Тома Бейкера. |                                                            |                                 |                             |                  |
| BBC Sound Effects No. 26: Sci-Fi Sound Effects | BBC Radiophonic Workshop                                   | BBC Records                     | LP/кассета                  | 1981             |
| 17 стереозвуковых эффектов под авторством Дика Миллса из 18-го сезона. |                                                            |                                 |                             |                  |
| Doctor Who: The Music | BBC Radiophonic Workshop                                   | BBC Records                     | LP                          | февраль 1983     |
| Doctor Who: The Music II | BBC Radiophonic Workshop                                   | BBC Records                     | LP                          | февраль 1985     |
| Space Adventures – Music from 'Doctor Who' 1963–1968 | Продакшн-музыка                                            | Doctor Who Appreciation Society | Кассета                     | сентябрь 1987    |
| Ограниченное издание (300 копий) кассетного релиза продакшн-музыки, использованной в сериале. |                                                            |                                 |                             |                  |
| Black Light – The Doctor Who Music of Dominic Glynn | Доминик Глинн                                              | Doctor Who Appreciation Society | Кассета                     | июль 1988        |
| Музыка из серий «Таинственная планета», «Совершенный враг» и «Драконье пламя». |                                                            |                                 |                             |                  |
| The Doctor Who 25th Anniversary Album | Кефф Маккаллох                                             | BBC Records                     | LP/кассета/CD               | ноябрь 1988      |
| Также включены версии темы «Доктора Кто» под авторством Делии Дербишир, Питера Хауэлла и Доминика Глинна.                                                                                                  |                                                            |                                 |                             |                  |
| The Corridor of Eternity – The Music of Paddy Kingsland | Пэдди Кингсленд                                            | Doctor Who Appreciation Society | Кассета                     | октябрь 1990     |
| Музыка из серий «Кастровальва» and «Мертвец Модрин». |                                                            |                                 |                             |                  |
| Doctor Who: The Curse of Fenric | Марк Эйрс                                                  | Silva Screen Records            | CD                          | июль 1991        |
| Doctor Who: The Greatest Show in the Galaxy | Марк Эйрс                                                  | Silva Screen Records            | CD                          | апрель 1992      |
| Doctor Who: Ghost Light | Марк Эйрс                                                  | Silva Screen Records            | CD                          | июнь 1993        |
| Doctor Who: Pyramids of Mars | Дадли Симпсон                                              | Silva Screen Records            | CD                          | июнь 1993        |
| Перезапись оригинального саундтрека на синтезаторе авторства Хитклиффа Блэра. |                                                            |                                 |                             |                  |
| The Best of Doctor Who Volume 1 – The Five Doctors | BBC Radiophonic Workshop                                   | Silva America                   | CD                          | июнь 1993        |
| Сборник избранных треков из альбомов «The Music» и «The Music II», а также «Версия Террора» музыкальной темы из альбома «Variations on a Theme» (см. ниже).                                                |                                                            |                                 |                             |                  |
| Doctor Who: 30 Years at the BBC Radiophonic Workshop | BBC Radiophonic Workshop                                   | BBC Enterprises                 | CD                          | июль 1993        |
| Сборник звуковых эффектов и музыки, произведённой на BBC Radiophonic Workshop. |                                                            |                                 |                             |                  |
| The Worlds of Doctor Who | Разные                                                     | Silva Screen Records            | CD                          | май 1994         |
| Сборник саундтреков «Доктора Кто» продукции Silva Screen Records. |                                                            |                                 |                             |                  |
| The Best of Doctor Who Volume 2 – The Greatest Show in the Galaxy | Марк Эйрс                                                  | Silva America                   | CD                          | сентябрь 1994    |
| Сборник вырезанных лучших моментов из трёх выпущенных саундтреков Марка Эйрса и аранжировка музыкальной темы Маккалоха.                                                                                    |                                                            |                                 |                             |                  |
| Music from The Tomb of the Cybermen | Продакшн-музыка                                            | Via Satellite Records           | CD                          | май 1997         |
| Сборник продакшн-музыки, использованной в серии «Гробница киберлюдей». |                                                            |                                 |                             |                  |
| Doctor Who: Original Soundtrack Recording | Джон Дебни, Джон Спонслер и Луи Фебре                      | John Debney Productions         | CD                          | июль 1997        |
| Музыка из фильма «Доктор Кто» 1996 года. Рекламный CD-релиз композитором. |                                                            |                                 |                             |                  |
| Sherlock Holmes Meets Dr Who | Кэри Блайтон                                               | Upbeat Classics                 | CD                          | май 1999         |
| Содержит новые записи музыкальных сюит из серий «Доктор Кто и силурианцы», «Смерть далекам» и «Месть киберлюдей».                                                                                          |                                                            |                                 |                             |                  |
| Doctor Who: Terror of the Zygons | Джеффри Бёргон                                             | BBC Music                       | CD                          | 24 января 2000   |
| Музыка из серий «Террор зайгонов» и «Семена судьбы». |                                                            |                                 |                             |                  |
| Doctor Who at the BBC Radiophonic Workshop Volume 1: The Early Years 1963–1969 | BBC Radiophonic Workshop                                   | BBC Music                       | CD                          | 29 мая 2000      |
| Doctor Who at the BBC Radiophonic Workshop Volume 2: New Beginnings 1970–1980 | BBC Radiophonic Workshop                                   | BBC Music                       | CD                          | 29 мая 2000      |
| Dr Who – Music from the Tenth Planet | Продакшн-музыка                                            | Ochre Records                   | CD                          | ноябрь 2000      |
| Doctor Who at the BBC Radiophonic Workshop Volume 3: The Leisure Hive | Питер Хауэлл и Дик Миллс на BBC Radiophonic Workshop       | BBC Music                       | CD                          | 18 марта 2002    |
| Doctor Who at the BBC Radiophonic Workshop Volume 4: Meglos & Full Circle | Пэдди Кингсленд и Питер Хауэлл на BBC Radiophonic Workshop | BBC Music                       | CD                          | 18 марта 2002    |
| The Film Production Music | Кэри Блайтон                                               | Apollo Sound                    | CD                          | 2003             |
| Содержит музыкальные сюиты из серий «Доктор Кто и силурианцы», «Смерть далекам» и «Месть киберлюдей». |                                                            |                                 |                             |                  |
| Doctor Who: Devils' Planets – The Music of Tristram Cary | Тристрам Кэри                                              | BBC Music                       | 2-CD                        | 1 сентября 2003  |
| Саундтреки из серий «Далеки», «Генеральный план далеков» and «Мутанты». |                                                            |                                 |                             |                  |
| Doctor Who: Original Television Soundtrack | Мюррей Голд                                                | Silva Screen Records            | CD                          | 11 декабря 2006  |
| Музыка из первого и второго сезонов возрождённого сериала, включая две песни, исполненные Нилом Хэнноном.                                                                                                  |                                                            |                                 |                             |                  |
| Doctor Who – The Gunfighters | Тристрам Кэри                                              | BBC Audio                       | 2-CD                        | 5 февраля 2007   |
| Релиз с комментариями содержит также «The Ballad of the Last Chance Saloon», написанную для этой серии Тристрамом Кэри.                                                                                    |                                                            |                                 |                             |                  |
| Doctor Who: Series 3 | Мюррей Голд                                                | Silva Screen Records            | CD                          | 5 ноября 2007    |
| Содержит две песни, исполненные Ямит Мамо. |                                                            |                                 |                             |                  |
| Doctor Who: Series 4 | Мюррей Голд                                                | Silva Screen Records            | CD                          | 17 ноября 2008   |
| Содержит избранную музыку из спецвыпуска «Путешествие проклятых» и всех серий 4-го сезона. |                                                            |                                 |                             |                  |
| Doctor Who: Series 4 – The Specials | Мюррей Голд                                                | Silva Screen Records            | 2-CD                        | 4 октября 2010   |
| Содержит избранную музыку из спецвыпусков 2008—2010 годов «Следующий Доктор», «Планета мёртвых», «Воды Марса», and «Конец времени».                                                                        |                                                            |                                 |                             |                  |
| Doctor Who: Series 5 | Мюррей Голд                                                | Silva Screen Records            | 2-CD                        | 8 ноября 2010    |
| Doctor Who: A Christmas Carol | Мюррей Голд                                                | Silva Screen Records            | CD/Download                 | 21 марта 2011    |
| Содержит песню «Abigail’s Song», спетую Кэтрин Дженкинс. |                                                            |                                 |                             |                  |
| Doctor Who: Series 6 | Мюррей Голд                                                | Silva Screen Records            | 2-CD                        | 19 декабря 2011  |
| Doctor Who: The Caves of Androzani | Роджер Лимб и BBC Radiophonic Workshop                     | Silva Screen Records            | CD/онлайн                   | 25 марта 2013    |
| Doctor Who: A 50th Anniversary Tribute | Мюррей Голд                                                | Доминик Хаусер                  | Онлайн                      | 26 марта 2013    |
| Перезаписи, написанные и спродюсированные Домиником Хаусером. |                                                            |                                 |                             |                  |
| John Smith and the Common Men: Sounds from the Inferno | Продакшн-музыка                                            | Hysterion Records               | 7-дюймовая EP               | 20 апреля 2013   |
| Ограниченное издание в 1000 экземпляров для Дня музыкального магазина 2013 года. Содержит «Three Guitars Mood 2» из серии «Неземное дитя», а также «Latin Gear» и «The Eyelash» из серии «Военные машины». |                                                            |                                 |                             |                  |
| Doctor Who: The Krotons | Брайан Ходжсон и BBC Radiophonic Workshop                  | Silva Screen Records            | CD/онлайн/10-дюймовый винил | 13 мая 2013      |
| Doctor Who: Series 7 | Мюррей Голд                                                | Silva Screen Records            | 2-CD                        | 9 сентября 2013  |
| Doctor Who: The Snowmen/The Doctor, The Widow and The Wardrobe | Мюррей Голд                                                | Silva Screen Records            | CD                          | 21 октября 2013  |
| Включает в себя музыку из рождественских спецвыпусков «Снеговики» и «Доктор, вдова и платяной шкаф». |                                                            |                                 |                             |                  |
| Doctor Who: The 50th Anniversary Collection | Разные                                                     | Silva Screen Records            | 4-CD                        | 9 декабря 2013   |
| Cold Worlds | Дон Харпер                                                 | Dual Planet                     | LP/CD                       | 7 июля 2014      |
| Перезапись саундтреков из серии «Вторжение». |                                                            |                                 |                             |                  |
| The Ultra Sonic Perception | Эрик Сидэй                                                 | Dual Planet                     | LP/CD                       | 7 июля 2014      |
| Сборник продакшн-музыки, в том числе из «Доктора Кто». |                                                            |                                 |                             |                  |
| Doctor Who: The Day of the Doctor/The Time of the Doctor | Мюррей Голд                                                | Silva Screen Records            | 2-CD                        | 24 ноября 2014   |
| Включает в себя музыку из спецвыпусков «День Доктора» и «Время Доктора». |                                                            |                                 |                             |                  |
| Doctor Who: Best of Series One Through Seven | Мюррей Голд                                                | Silva Screen Records/ SPACELAB9 | Иллюстри- рованный винил    | 23 декабря 2014  |
| Избранные треки из альбомов возрождённого сериала с Series 1/2 до Series 7. Ограничено 3000 копиями. Эксклюзив для Hot Topic.                                                                              |                                                            |                                 |                             |                  |
| Doctor Who: Series 8 | Мюррей Голд                                                | Silva Screen Records            | 3-CD                        | 18 мая 2015      |
| Doctor Who: A Musical Adventure Through Time and Space, Volume One | Мюррей Голд, Джон Дебни, Джон Спонслер и Луи Фебре         | BSX Records                     | CD                          | 28 августа 2015  |
| Перезаписи музыки из фильма 1996 года и сезонов с первого по восьмой под продюсированием и аранжировкой Домиником Хаусером.                                                                                |                                                            |                                 |                             |                  |
| Doctor Who: The Daleks | Тристрам Кэри                                              | Silva Screen Records            | CD                          | 15 сентября 2017 |
| Также включает в себя специальные звуки, написанные Брайном Ходжсоном на BBC Radiophonic Workshop. |                                                            |                                 |                             |                  |
| Doctor Who: Survival | Доминик Глинн                                              | Silva Screen Records            | CD                          | 15 сентября 2017 |
| Doctor Who: Series 9 | Мюррей Голд                                                | Silva Screen Records            | 4-CD                        | 27 апреля 2018   |
| Doctor Who: The Invasion | Дон Харпер                                                 | Silva Screen Records            | CD                          | 14 сентября 2018 |
| Также включает в себя радиофонические эффекты, написанные Брайном Ходжсоном. |                                                            |                                 |                             |                  |
| Doctor Who: The Five Doctors | Питер Хауэлл и BBC Radiophonic Workshop                    | Silva Screen Records            | CD                          | 14 сентября 2018 |
| Включает в себя оригинальные и специально написанные саундтреки, а также выборку эффектов авторства Дика Миллса.                                                                                           |                                                            |                                 |                             |                  |
| Doctor Who: Series 11 | Сегун Акинола                                              | Silva Screen Records            | 2-CD                        | 11 января 2019   |
| Doctor Who: The Music Collection | Разные                                                     | Silva Screen Records            | CD                          | 9 января 2020    |
| Рекламный эксклюзив для Doctor Who Magazine #547 |                                                            |                                 |                             |                  |
| Doctor Who: Series 12 | Сегун Акинола                                              | Silva Screen Records            | 2-CD                        | 3 апреля 2020    |
| Doctor Who: The Sun Makers | Дадли Симпсон                                              | Silva Screen Records            | CD/LP                       | 1 мая 2020       |
| Doctor Who: The Visitation | Пэдди Кингсленд и BBC Radiophonic Workshop                 | Silva Screen Records            | CD/LP                       | 1 мая 2020       |
| Doctor Who: Series 12 – Revolution of the Daleks | Сегун Акинола                                              | Silva Screen Records            | Онлайн                      | 2 января 2021    |
| Doctor Who: Series 13 – Flux | Сегун Акинола                                              | Silva Screen Records            | Онлайн/3-CD                 | 30 сентября 2022 |
| Третий CD-диск включает в себя саундтреки из серии «Революция далеков» (отсутствует в цифровой версии альбома). CD version released 11 November 2022.                                                      |                                                            |                                 |                             |                  |
| Doctor Who: Series 13 – Eve of the Daleks | Сегун Акинола                                              | Silva Screen Records            | Онлайн                      | 2 декабря 2022   |
| Doctor Who: Series 13 – Legend of the Sea Devils | Сегун Акинола                                              | Silva Screen Records            | Онлайн                      | 9 декабря 2022   |
| Doctor Who: Series 13 – The Power of the Doctor | Сегун Акинола                                              | Silva Screen Records            | Онлайн                      | 16 декабря 2022  |
| Doctor Who: Series 13 – The Specials | Сегун Акинола                                              | Silva Screen Records            | 3-CD                        | 13 января 2023   |
| Релиз на CD трёх последних цифровых релизов. |                                                            |                                 |                             |                  |
| Doctor Who: Time and the Rani | Кефф Маккаллох                                             | Silva Screen Records            | CD                          | 24 ноября 2023   |
| Doctor Who: Revenge of the Cybermen | Кэри Блайтон с Питером Хауэллом и BBC Radiophonic Workshop | Silva Screen Records            | CD                          | 24 ноября 2023   |
| «The Goblin Song» | Мюррей Голд                                                | Silva Screen Records            | онлайн                      | 11 декабря 2023  |
| Сингл из рождественского спецвыпуска 2023 года «Церковь на Руби-роуд». |                                                            |                                 |                             |                  |
| Doctor Who: The Daleks in Colour | Тристрам Кэри и Марк Эйрс                                  | Silva Screen Records            | CD, онлайн                  | 13 сентября 2024 |
| Саундтрек к показанной в ноябре 2023 года, обрезанной и колоризированной версии истории «Далеки». |                                                            |                                 |                             |                  |

#### Изолированная музыка на DVD и Blu-ray
Различные истории были выпущены на DVD и Blu-ray, как правило компанией BBC Video/2 Entertain, с возможностью просмотра с изолированной музыкой.
| Название | Композитор                            | Формат      | Дата премьеры    |
| --- | ------------------------------------- | ----------- | ---------------- |
| Поминовение далеков | Кефф Маккаллох                        | DVD         | 26 февраля 2001  |
| Пещеры Андрозани | Роджер Лимб                           | DVD         | 18 июня 2001     |
| Фильм | Джон Дебни, Джон Спонслер и Луи Фебре | DVD         | 13 августа 2001  |
| Воскрешение далеков | Малкольм Кларк                        | DVD         | 18 декабря 2002  |
| Землетрясение | Малкольм Кларк                        | DVD         | 18 августа 2003  |
| Два Доктора | Питер Хауэлл                          | DVD         | 8 сентября 2003  |
| Проклятие Фенрика | Марк Эйрс                             | DVD         | 6 октября 2003   |
| Кара | Пэдди Кингсленд                       | DVD         | 19 января 2004   |
| Вольный улей | Питер Хауэлл                          | DVD         | 5 июля 2004      |
| Призрачный свет | Марк Эйрс                             | DVD         | 20 сентября 2004 |
| Откровение далеков | Роджер Лимб                           | DVD         | 11 июля 2005     |
| Метка Рани | Джонатан Гиббс                        | DVD         | 4 сентября 2006  |
| Хранитель Тракена | Роджер Лимб                           | DVD         | 29 января 2007   |
| Логополис | Пэдди Кингсленд                       | DVD         | 29 января 2007   |
| Кастровальва | Пэдди Кингсленд                       | DVD         | 29 января 2007   |
| Выживание | Доминик Глинн                         | DVD         | 6 апреля 2007    |
| Арка бесконечности | Роджер Лимб                           | DVD         | 6 августа 2007   |
| Доктор Кто и силурианцы | Кэри Блайтон                          | DVD         | 14 января 2008   |
| Морские дьяволы | Малкольм Кларк                        | DVD         | 14 января 2008   |
| Воины из глубины | Джонатан Гиббс                        | DVD         | 14 января 2008   |
| Пять Докторов | Питер Хауэлл                          | DVD         | 3 марта 2008     |
| Оригинальный моно-микс на диске 1, стерео-версия специальной версии на диске 2.                                               |                                       |             |                  |
| Поле брани | Кефф Маккаллох                        | DVD         | 26 декабря 2008  |
| Полный круг | Пэдди Кингсленд                       | DVD         | 26 января 2009   |
| Состояние упадка | Пэдди Кингсленд                       | DVD         | 26 января 2009   |
| Врата воинов | Питер Хауэлл                          | DVD         | 26 января 2009   |
| Атака киберлюдей | Малкольм Кларк                        | DVD         | 16 марта 2009    |
| Мертвец Модрин | Пэдди Кингсленд                       | DVD         | 10 августа 2009  |
| Терминус | Роджер Лимб                           | DVD         | 10 августа 2009  |
| Просвещение | Малкольм Кларк                        | DVD         | 10 августа 2009  |
| Демоны короля | Джонатан Гиббс                        | DVD         | 14 июня 2010     |
| Планета Огня | Питер Хауэлл                          | DVD         | 14 июня 2010     |
| Серебряная Немезида | Кефф Маккаллох                        | DVD         | 9 августа 2010   |
| Семена судьбы | Джеффри Бёргон                        | DVD         | 25 октября 2010  |
| Меглос | Пэдди Кингсленд и Питер Хауэлл        | DVD         | 4 января 2011    |
| Кинда | Питер Хауэлл                          | DVD         | 7 марта 2011     |
| Танец змеи | Питер Хауэлл                          | DVD         | 7 марта 2011     |
| Фронтиос | Пэдди Кингсленд                       | DVD         | 30 мая 2011      |
| Пробуждение | Питер Хауэлл                          | DVD         | 20 июня 2011     |
| Драконье пламя | Доминик Глинн                         | DVD         | 7 мая 2012       |
| Патруль счастья | Доминик Глинн                         | DVD         | 7 мая 2012       |
| Величайшее шоу в галактике | Марк Эйрс                             | DVD         | 30 июля 2012     |
| Возмездие на Варосе | Джонатан Гиббс                        | DVD         | 10 сентября 2012 |
| Выпущен только в специальной версии. Оригинальный релиз содержит только несмешанный саундтрек без музыки и звуковых эффектов. |                                       |             |                  |
| Крик Шалки | Расселл Стоун                         | DVD         | 16 сентября 2013 |
| «Альбом саундтреков» выпущен отдельно.                                                                                        |                                       |             |                  |
| Террор зайгонов | Джеффри Бёргон                        | DVD         | 30 сентября 2013 |
| Месть киберлюдей | Кэри Блайтон                          | DVD/Blu-Ray | 15 марта 2019    |
| Чёрная орхидея | Роджер Лимб                           | DVD/Blu-Ray | 19 июля 2019     |
| Таинственная планета | Доминик Глинн                         | Blu-ray     | 7 октября 2019   |
| Деформация разума | Ричард Хартли                         | Blu-ray     | 7 октября 2019   |
| Перезапись оригинального саундтрека из-за утери музыкальных записей.                                                          |                                       |             |                  |
| Террор вервоидов | Малкольм Кларк                        | Blu-ray     | 7 октября 2019   |
| Совершенный враг | Доминик Глинн                         | Blu-ray     | 7 октября 2019   |
| Четверо в Судный день | Роджер Лимб                           | DVD/Blu-Ray | 21 февраля 2020  |
| Сила далеков | Тристрам Кэри                         | DVD/Blu-ray | 27 июля 2020     |
| Временной полёт | Роджер Лимб                           | DVD/Blu-Ray | 25 сентября 2020 |
| Время и Рани | Кефф Маккаллох                        | Blu-ray     | 21 июня 2021     |
| Райские башни | Кефф Маккаллох                        | Blu-ray     | 21 июня 2021     |
| Дельта и знаменосцы | Кефф Маккаллох                        | Blu-ray     | 21 июня 2021     |

### Спин-оффы

#### Полнометражные фильмы
| Название | Композитор                                  | Лейбл                    | Формат        | Дата премьеры   |
| --- | ------------------------------------------- | ------------------------ | ------------- | --------------- |
| Dr. Who & the Daleks | Малкольм Локьер и Билл Макгаффи             | Silva Screen             | CD            | 5 октября 2009  |
| Музыка из фильмов «Доктор Кто и Далеки» and «Вторжение далеков на Землю» с эффектами Барри Грея.                              |                                             |                          |               |                 |
| Dr. Who and the Daleks/Daleks Invasion of Earth 2150 A.D.                                                                     | Малкольм Локьер и Билл Макгаффи             | Silva Screen             | 7-дюймовая EP | 16 апреля 2011  |
| Выпущен как часть Дня музыкального магазина. Вторая сторона — мини-приключение с диалогом из фильма с музыкой Билла Макгаффи. |                                             |                          |               |                 |
| Dr. Who & the Daleks | Малкольм Локьер                             | StudioCanal/Silva Screen | LP            | 31 октября 2022 |
| Выпущен с дисками фильма в 4K UHD и Blu-ray.                                                                                  |                                             |                          |               |                 |
| Daleks' Invasion Earth A.D. 2150                                                                                              | Малкольм Локьер, Билл Макгаффи и Барри Грей | StudioCanal/Silva Screen | LP            | 31 октября 2022 |
| Выпущен с дисками фильма в 4K UHD и Blu-ray.                                                                                  |                                             |                          |               |                 |

#### Телевизионные спин-оффы
| Название                                             | Композитор               | Лейбл                | Формат    | Дата премьеры  |
| ---------------------------------------------------- | ------------------------ | -------------------- | --------- | -------------- |
| Torchwood: Original Television Soundtrack            | Бен Фостер и Мюррей Голд | Silva Screen Records | Онлайн/CD | 5 августа 2008 |
| Музыка из 1-го и 2-го сезонов телесериала «Торчвуд». |                          |                      |           |                |
| Torchwood: Children of Earth                         | Бен Фостер               | Silva Screen Records | Онлайн/CD | 7 июля 2009    |
| Музыка из 3-го сезона телесериала «Торчвуд».         |                          |                      |           |                |
| An Adventure in Space and Time                       | Эдмунд Батт              | Silva Screen         | CD        | 3 марта 2014   |
| Class: Original Television Soundtrack                | Блэр Моуат               | Silva Screen         | CD/2-LP   | 7 декабря 2018 |

#### Спин-оффы direct-to-video
| Название                                                                                       | Composer                              | Лейбл                | Format | Дата премьеры |
| ---------------------------------------------------------------------------------------------- | ------------------------------------- | -------------------- | ------ | ------------- |
| Myths and Other Legends                                                                        | Марк Эйрс                             | Metro Music          | LP     | январь 1990   |
| Музыка Эйрса для серии интервью «Myth Makers» производства Reeltime Pictures по «Доктору Кто». |                                       |                      |        |               |
| Downtime: Original Soundtrack Recording                                                        | Иэн Левин, Найджел Сток и Эрвин Кейлс | Silva Screen Records | CD     | декабрь 1995  |
| Shakedown: Return of the Sontarans – Original Soundtrack Recording                             | Марк Эйрс                             | Silva Screen Records | CD     | январь 1996   |
| Dæmos Rising: The Music                                                                        | Алистер Лок                           | Reeltime             | CD     | 14 марта 2004 |

#### Big Finish
Музыка из аудиопьес Big Finish Productions.
| Название                                                     | Композитор                                                | Лейбл              | Формат   | Дата премьеры   |
| ------------------------------------------------------------ | --------------------------------------------------------- | ------------------ | -------- | --------------- |
| Doctor Who: Music from the New Audio Adventures – Volume I   | Алистер Лок                                               | Big Finish         | CD       | сентябрь 2000   |
| Doctor Who: Music from the New Audio Adventures – Volume II  | Алистер Лок                                               | Big Finish         | CD       | март 2001       |
| Doctor Who: Music from the New Audio Adventures – Volume III | Расселл Стоун                                             | Big Finish         | CD       | июнь 2001       |
| Doctor Who: Music from the Eighth Doctor Audio Adventures    | Алистер Лок, Николас Бриггс, Расселл Стоун и Уильям Аллен | Big Finish         | 2-CD     | январь 2002     |
| Doctor Who: Music from the Fifth Doctor Audio Adventures     | Алистер Лок, Дэвид Дарлингтон и Расселл Стоун             | Big Finish         | CD       | октябрь 2002    |
| Doctor Who: Music from the Sixth Doctor Audio Adventures     | Алистер Лок, Джим Мортимор и Джейн Элфинстоун             | Big Finish         | CD       | ноябрь 2002     |
| Doctor Who: Music from the Excelis Audio Adventures          | Дэвид Дарлингтон                                          | Big Finish         | CD       | декабрь 2002    |
| Doctor Who: Music from the Seventh Doctor Audio Adventures   | Энди Хардвик, Джим Мортимор и Расселл Стоун               | Big Finish         | CD       | апрель 2003     |
| Doctor Who - Embrace the Darkness - Remastered               | Джим Мортимор                                             | Bandcamp           | Download | 11 октября 2012 |
| Doctor Who - The Rapture - Remastered                        | Джим Мортимор, Джейн Элфинстоун и Саймон Робинсон         | Bandcamp           | Онлайн   | 28 октября 2012 |
| Doctor Who - Project Twilight - Remastered                   | Джим Мортимор                                             | Bandcamp           | Онлайн   | 19 ноября 2012  |
| Doctor Who - He Jests at Scars - Remastered                  | Джим Мортимор                                             | Bandcamp           | Онлайн   | 16 декабря 2012 |
| Doctor Who - Seasons of Fear - Remastered                    | Джейн Элфинстоун                                          | Bandcamp           | Онлайн   | 6 января 2013   |
| Doctor Who - Davros - Remastered                             | Джейн Элфинстоун                                          | Bandcamp           | Онлайн   | 4 февраля 2013  |
| Escape to Danger                                             | Джо Крэймер                                               | La-La Land Records | CD       | 14 июля 2020    |
| Seabird One                                                  | Борна Матошич                                             | Борна Матошич      | Онлайн   | июнь 2023       |
| Музыка из цикла «UNIT: Brave New World»                      |                                                           |                    |          |                 |
| Visitants                                                    | Борна Матошич                                             | Борна Матошич      | Онлайн   | июнь 2023       |
| Музыка из цикла «UNIT: Brave New World»                      |                                                           |                    |          |                 |

#### Другие спин-оффы
| Название                          | Композитор       | Лейбл            | Формат      | Дата премьеры  |
| --------------------------------- | ---------------- | ---------------- | ----------- | -------------- |
| Doctor Who: The Edge of Time      | Ричард Уилкинсон | Ричард Уилкинсон | Онлайн/2-LP | 12 ноября 2019 |
| Музыка из VR-игры.                |                  |                  |             |                |
| Doctor Who Am I                   | Марк Леггетт     | Марк Леггетт     | Онлайн      | 7 октября 2022 |
| Музыка из документального фильма. |                  |                  |             |                |

## Связанные музыкальные релизы
| Название | Композитор                | Лейбл                                                         | Формат               | Дата премьеры    |
| --- | ------------------------- | ------------------------------------------------------------- | -------------------- | ---------------- |
| «I'm Gonna Spend My Christmas With A Dalek»                                                                                     | The Go-Go’s               | Oriole (UK)                                                   | 7"                   | декабрь 1964     |
| «Who's Who» | Роберта Тови              | Polydor Records (UK)                                          | 7"                   | август 1965      |
| «Who's Dr. Who?» | Фрейзер Хайнс             | Major Minor (UK)                                              | 7"                   | октябрь 1968     |
| «Who Is The Doctor» | Джон Пертви               | Purple Records (UK)                                           | 7"                   | ноябрь 1972      |
| «Doctor Who is Gonna Fix It» | Bullamakanka              | RCL Records (Австралия), BBC / Gemcom (США), BBC Records (UK) | 7"                   | декабрь 1982     |
| «Doctor in Distress» | Who Cares?                | Record Shack                                                  | 7", 12"              | март 1985        |
| Благотворительный сингл, сборы которого пошли на исследование рака и который создан для освещения перерыва сериала в 1985 году. |                           |                                                               |                      |                  |
| «Doctorin' the Tardis» | The Timelords             | KLF (UK), TVT Records (США)                                   | 7", 12", кассета, CD | 23 мая 1988      |
| Doctor Who: Variations on a Theme                                                                                               | Разные                    | Metro Music                                                   | 12", квадратный CD   | ноябрь 1989      |
| Этот диск содержит четыре версии темы «Доктора Кто» аранжировки Марка Эйрса, Доминика Глинна и Кеффа Маккаллоха.                |                           |                                                               |                      |                  |
| CyberTech | Эдриан Пак и Майкл Филлис | Jump Cut                                                      | CD                   | февраль 1994     |
| Музыка, вдохновлённая сериалом, включая версию темы из спецвыпуска «Измерения во времени».                                      |                           |                                                               |                      |                  |
| CyberTech Part II - Pharos | Эдриан Пак и Майкл Филлис | Jump Cut                                                      | CD                   | июль 1995        |
| Mузыка, вдохновлённая сериалом и рассказами Virgin New Adventures.                                                              |                           |                                                               |                      |                  |
| Who Is Dr Who | Разные                    | RPM                                                           | CD                   | 30 октября 2000  |
| Сборник синглов из 1964—1973 годов, спродюсированный Марком Эйрсом.                                                             |                           |                                                               |                      |                  |
| Chameleon Circuit | Chameleon Circuit         | DFTBA Records                                                 | CD, онлайн           | 1 июня 2009      |
| Still Got Legs | Chameleon Circuit         | DFTBA Records                                                 | CD, онлайн           | 12 июля 2011     |
| Doctor Who Theme: The Gallifrey Remixes                                                                                         | Доминик Глинн             | No Bones Records                                              | Онлайн               | 16 июня 2014     |
| Vortis - music inspired by The Web Planet                                                                                       | Джим Мортимор             | Bandcamp                                                      | Онлайн               | 8 августа 2014   |
| The Destructor Contract | Джим Мортимор             | Bandcamp                                                      | Онлайн               | 27 апреля 2015   |
| Музыка из нелицензированной фан-истории Audio Visuals с тем же названием.                                                       |                           |                                                               |                      |                  |
| The Ravolox Remixes | Доминик Глинн             | No Bones Records                                              | Онлайн               | 18 мая 2015      |
| Doctor Who: The Happiness Patrol Remixes                                                                                        | Доминик Глинн             | No Bones Records                                              | Онлайн               | 18 сентября 2017 |
| Dr Who: The Sword of Orion | Джим Мортимор             | Bandcamp                                                      | Онлайн               | TBA              |
| Музыка из нелицензированной фан-истории Audio Visuals с тем же названием.                                                       |                           |                                                               |                      |                  |
| The Caves | The Sevateem              | Bandcamp                                                      | Онлайн               | 22 мая 2018      |
| Рок-опера, основанная на серии «Пещеры Андрозани».                                                                              |                           |                                                               |                      |                  |
| The Eleven Day Empire | Майк Дикинсон             | Obverse Music                                                 | CD                   | 2 июня 2022      |
| Музыка, вдохновлённая Faction Paradox.                                                                                          |                           |                                                               |                      |                  |
| Doctor Who: The Survival Remixes                                                                                                | Доминик Глинн             | No Bones Records                                              | Онлайн               | 24 ноября 2023   |